# Damnation
Damnation é o sétimo álbum de estúdio da banda sueca de death metal progressivo Opeth. Foi lançado em Abril de 2003 e gravado juntamente com o sexto álbum da banda Deliverance. Damnation ao contrário dos demais álbuns, não conta com vocal gutural, bateria com uso da técnica Blast Beat ou Metranca ou mesmo guitarras pesadas em nenhuma das 8 faixas presentes (são apresentadas apenas leves distorções de guitarra em algumas faixas) tornando o álbum repleto de baladas e belas canções em clima melódico.
O álbum também foi produzido por Steven Wilson, que contribuiu com vocais de apoio e com os teclados, e co-escreveu uma canção, "Death Whispered a Lullaby". Mikael Åkerfeldt dedicou Deliverance e Damnation a sua avó, que morreu em um acidente de carro durante a gravação.

## Produção

### Equipamentos utilizados para a gravação do álbum
- Guitarras: PRS Custom 24, Gibson Les Paul Custom & Dunlop Picks.
- Baixos: Fender Jazz MM edition & Dadario 045 Strings.
- Violões: CF Martin 00016GT, Takamine 12Str.
- Baterias:Premier Signia Marquis & Sabian Cymbals & Premier Sticks.
- Amplificadores: Laney VH100L, Mesa Boogie Triple Rectifier with 4/12 Laney Cabinet.
- Cordas: Dadario 010 electrics, Martin Phosphor 12str, Dr.Thomastik 011.[3]

## Recepção
| Críticas profissionais | Críticas profissionais |
| Avaliações da crítica  | Avaliações da crítica  |
| Fonte                  | Avaliação              |
| ---------------------- | ---------------------- |
| Allmusic               | [ 4 ]                  |
| Sputnikmusic           | [ 5 ]                  |

Ele foi o primeiro álbum do Opeth a chegar na Billboard Top 200, com a posição #192. Ele também alcançou o #14 na parada Top Independent Albums. "Windowpane" foi o single do álbum e teve um videoclipe para ele, que é editado de seu tamanho original.

## Faixas
| N.º            | Título                      | Compositor(es)    | Nota           | Duração |  |
| 1.             | "Windowpane"                | Åkerfeldt         |                | 7:45    |  |
| 2.             | "In My Time of Need"        | Åkerfeldt         |                | 5:50    |  |
| 3.             | "Death Whispered a Lullaby" | Åkerfeldt, Wilson |                | 5:50    |  |
| 4.             | "Closure"                   | Åkerfeldt         |                | 5:16    |  |
| 5.             | "Hope Leaves"               | Åkerfeldt         |                | 4:30    |  |
| 6.             | "To Rid the Disease"        | Åkerfeldt         | Nota 1         | 6:21    |  |
| 7.             | "Ending Credits"            | Åkerfeldt         | Nota 2         | 3:39    |  |
| 8.             | "Weakness"                  | Åkerfeldt         |                | 4:09    |  |
| Duração total: | Duração total:              | Duração total:    | Duração total: | 43:19   |  |

## Paradas
EUA
| Parada (2003)          | Posição |
| ---------------------- | ------- |
| Top Heatseekers        | 10      |
| The Billboard 200      | 192     |
| Top Independent Albums | 14      |

## Créditos

### Opeth
- Mikael Åkerfeldt – vocal, guitarra
- Peter Lindgren – guitarra
- Martin Mendez – baixo
- Martin Lopez – bateria, percussão

### Convidados
- Steven Wilson – vocal de apoio, piano elétrico, piano, teclados, mellotron